# ان‌جی‌سی ۴۶۲۵
NGC 4625 یک کهکشان کوتوله در صورت فلکی تازی‌ها است.
این کهکشان تنها یک بازو دارد و بدین جهت ساختار نامتقارن دارد